# Bulbul verdós bigotut
El bulbul verdós bigotut (Eurillas latirostris) és una espècie d'ocell de la família dels picnonòtids (Pycnonotidae). Es troba a l'Àfrica occidental i central. Els seus hàbitats principals són els boscos tropicals i subtropicals de frondoses secs, els boscos tropicals i subtropicals de frondoses humits de les terres baixes i de l'estatge montà, la sabana seca, els matollars humids tropicals i subtropicals, les plantacions, els jardins rurals i les àrees forestals fortament degradades. El seu estat de conservació es considera de risc mínim.